# Johnny Voss
Johnny Voss (født Johannes E. Møller 1953) er en dansk bassist og sanger uddannet på Århus Kunstakademi, hvor han sammen med Lars Hug i 1977 dannede gruppen Kliché, som han var medlem af til 1985. Han var også en tredjedel af trioen Voss Torp Brill, som var en udløber af Kliché. Siden 1985 har han ikke selv været udøvende i musik, dog hjælper han sine gamle musikervenner Lars Hug og Nils Torp med sangtekster. Sidstnævnte er den ene halvdel af duoen Souvenirs.
Johnny Voss har i mange år levet som marinemaler - han har også været sømand, og har udstillet på søfartsmuseer og maritime virksomheder i Danmark, England og Norge, og er repræsenteret på National Maritime Museum i Greenwich. I de senere år har han også kastet sig ud i mere  eksperimenterende maleri.